# Bobsleigh als Jocs Olímpics d'Hivern de 2002
Als Jocs Olímpics d'Hivern de 2002 celebrats a la ciutat de Salt Lake City (Estats Units) es disputaren tres proves de bobsleigh, dues en categoria masculina i una en categoria femenina. Aquesta fou la primera vegada que les dones pogueren competir.
Les proves es realitzaren entre els dies 16 i 23 de febrer a les instal·lacions del Utah Olympic Park. Hi participaren un total de 195 corredors, entre ells 165 homes i 30 dones, de 34 comitès nacionals diferents.

## Resum de medalles

### Categoria masculina
| Prova            | Or                                                                             | Argent                                                                           | Bronze                                                                  |
| Bobs a 2 detalls | Alemanya · Alemanya IChristoph Langen · Markus Zimmermann                      | Suïssa · Suïssa IChristian Reich · Steve Anderhub                                | Suïssa · Suïssa IIMartin Annen · Beat Hefti                             |
| Bobs a 4 detalls | Alemanya · Alemanya IIAndré Lange · Enrico Kühn · Kevin Kuske · Carsten Embach | Estats Units · USA ITodd Hays · Randy Jones · Bill Schuffenhauer · Garrett Hines | Estats Units · USA IIBrian Shimer · Mike Kohn · Doug Sharp · Dan Steele |

### Categoria femenina
| Prova            | Or                                                | Argent                                               | Bronze                                                 |
| Bobs a 2 detalls | Estats Units · USA IJill Bakken · Vonetta Flowers | Alemanya · Alemanya ISandra Prokoff · Ulrike Holzner | Alemanya · Alemanya IISusi Erdmann · Nicole Herschmann |

## Medaller

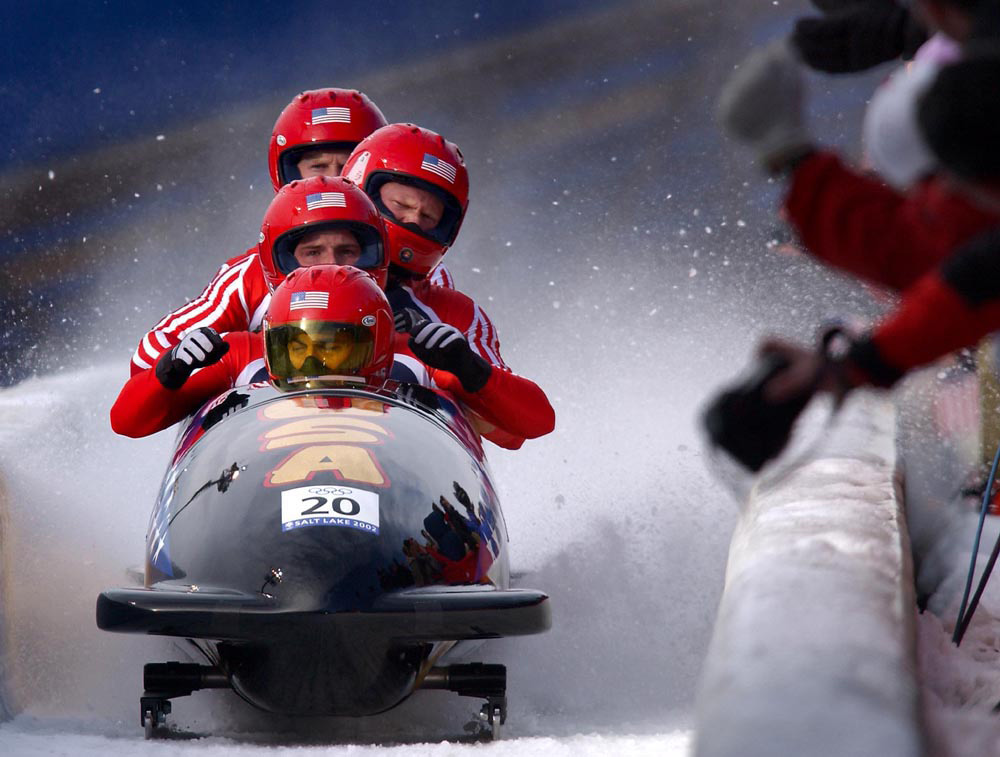
Imatge de l'equip USA II de Bobs a 4.

| Posició | País         | Or | Argent | Bronze | Total |
| 1       | Alemanya     | 2  | 1      | 1      | 4     |
| 2       | Estats Units | 1  | 1      | 1      | 3     |
| 3       | Suïssa       | 0  | 1      | 1      | 2     |
|         |              |    |        |        |       |
| Total   | Total        | 3  | 3      | 3      | 9     |